# Guadalaviar
Pour le fleuve, voir Turia.
Guadalaviar est une commune d’Espagne, dans la province de Teruel, communauté autonome d'Aragon, comarque de la Sierra de Albarracín.